# Colline de la Lune

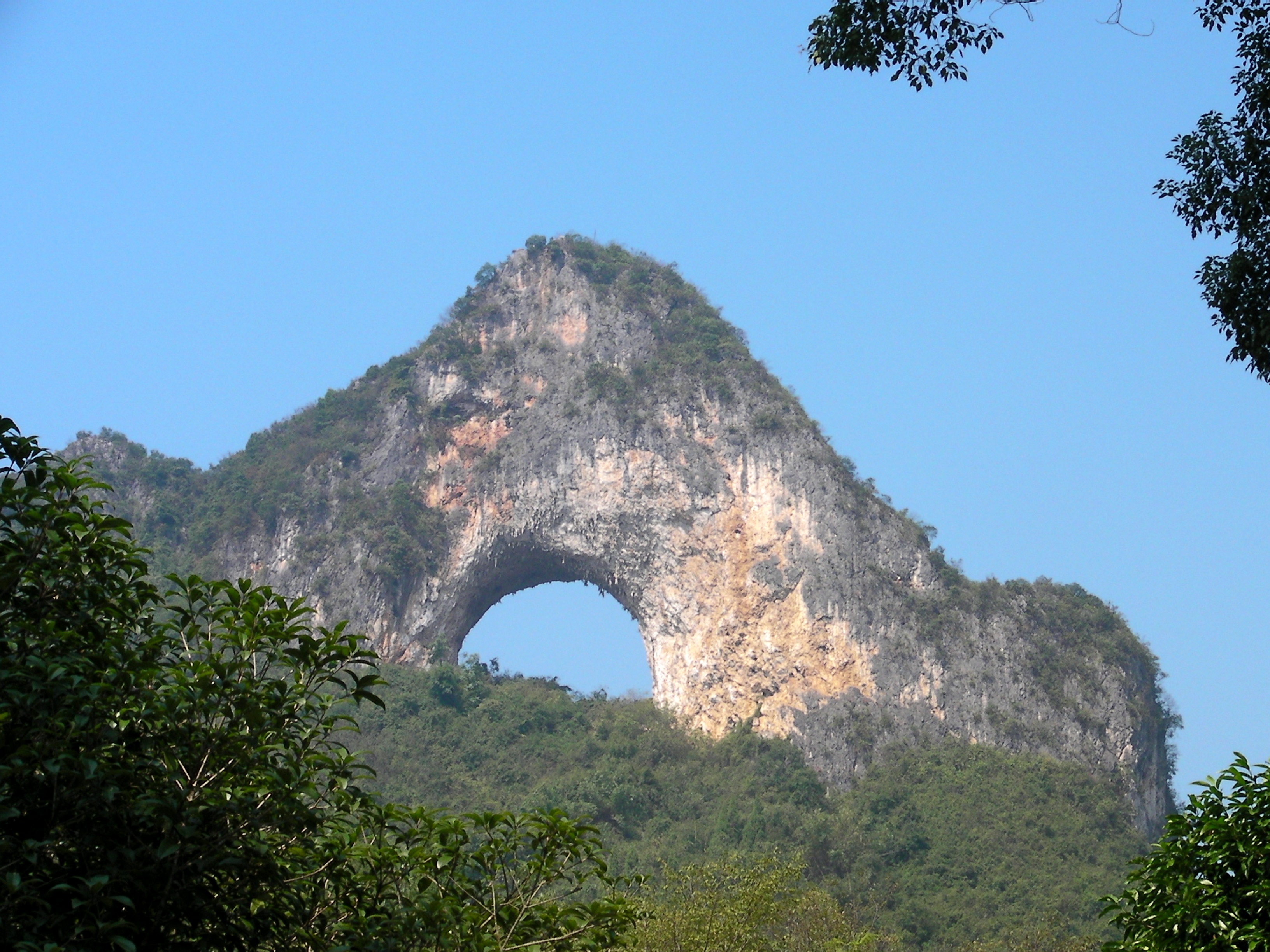
Vue sur la colline de la Lune

La colline de la Lune (chinois simplifié : 月亮山 ; pinyin : yuèliàng shān) est une arche naturelle karstique située dans les xian de Yangshuo, ville-préfecture de Guilin et région autonome du Guangxi, au sud de la République populaire de Chine.

## Géographie
La colline de la Lune se retrouve au sud du compté de Yangshuo. Elle est a une élévation de 380 m, et la colline mesure 230 m en hauteur et 410 m en largeur. L'arche fait 50 mètre de hauteur.